# Bissari

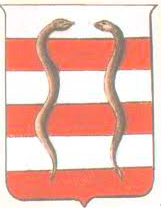
Lo stemma della famiglia Bissari

I Bissari furono una famiglia eminente in Vicenza fra il Duecento e l'Ottocento, secolo del suo decadimento.
Governò diversi feudi e tenute, in particolare il feudo di Costa Fabrica, ora Costabissara.

## Stemma
Lo stemma gentilizio della famiglia Bissari è blasonato:
Alias. Fasciato d'argento e di rosso, a due bisce affrontate di nero, poste in palo, attraversanti sul tutto. Cimiero: un angelo al naturale nascente vestito d'oro.»
Il Dizionario storico-blasonico del Crollalanza lo descrive:

## Storia

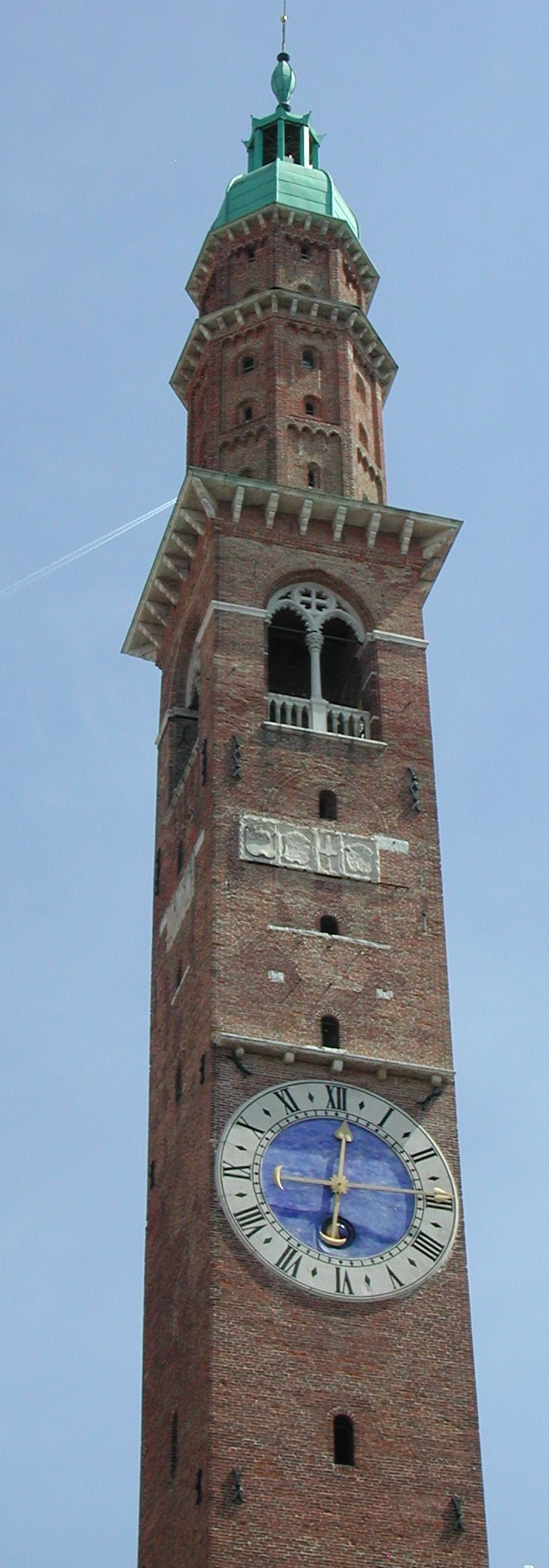
La Torre Bissara nella Piazza dei Signori a Vicenza

### Il Basso Medioevo
I Bissari rappresentano una delle famiglie più antiche di Vicenza - il Mantese la definisce una delle famiglie popolane d'antichissimo ceppo, per differenziarla da quelle dell'antica nobiltà feudale -  protagonista nella vita della città durante tutto il Basso Medioevo. Secondo alcuni storici locali, proprio in casa dei Bissari nacque la pars comitis, la fazione di coloro che, capeggiati dal conte Uberto Maltraverso, voleva combattere la signoria vescovile.
Verso la fine del XII secolo la famiglia era sicuramente tra le più in vista in città perché possedeva, affacciate sul Peronio (cioè la cittadella del potere che racchiudeva al suo interno le residenze dei governanti e le piazze principali dove si tenevano i mercati), una torre difensiva e alcune case, che nel 1211 il Comune di Vicenza avrebbe acquistato per farne la residenza ufficiale del podestà. Nel 1281 la famiglia acquisì i beni dei de Lozzi, tra cui due torri in contrà Vescovado (dove oggi esiste il Palazzo Bissari).
Il periodo della sottomissione di Vicenza ai Padovani (1266-1311) vide la famiglia nuovamente coinvolta nelle lotte cittadine. Nel 1296, subito dopo la morte del vescovo Andrea dei Mozzi, nonostante il papa Bonifacio VIII si fosse espressamente riservata la nomina del successore, con un colpo di mano il capitolo della cattedrale elesse al suo posto Giacomo Bissari, vice priore del convento di Santa Corona (il più importante centro religioso della città, fatto edificare pochi decenni prima da Bartolomeo da Breganze). L'elezione - probabilmente imposta da Padova e confermata dal Patriarca di Aquileia - fu annullata dal papa e Giacomo dovette presentarsi a Roma per la formale rinuncia.
A fine secolo il nome dei Bissari e di altre famiglie nobili compare tra gli appartenenti alla Confraternita dei Battuti, che gestiva gli ospedali di San Marcello e di Sant'Antonio.
Nello stesso periodo troviamo ancora un Bissari, Guido o Guidone, coinvolto insieme con altri nobili, feudatari vescovili e appartenenti al partito guelfo, in una congiura contro i dominatori padovani. Sgominati questi ultimi con il determinante apporto dell'imperatore Enrico IV e degli Scaligeri, i Bissari sono tra le nobili famiglie vicentine obbligate dagli Statuti comunali del 1311 a risiedere in città.

### Il periodo veneziano
Anche dopo la dedizione di Vicenza alla Serenissima la famiglia conservò la sua importanza in città, attestata dallo stemma - murato sulla parete di una cappella costruita agli inizi del Quattrocento nella chiesa cattedrale - che ne indica il patrocinio, insieme con la famiglia Trissino.
La potenza della famiglia, grazie alla grande disponibilità di denaro, viene confermata dall'operazione finanziaria compiuta dal padre e dallo zio del conte di Costa Fabrica: Gualdinello e Vito Bissari. I due, infatti, divennero gli acquirenti della villa di Sovizzo (precedentemente dei Trissino) per 27.000 lire. Nel 1510 nel Consiglio dei Nobili i Bissari possedevano ben 8 posti.

## Esponenti principali
Nella famiglia, vengono particolarmente ricordati Matteo e Pietro Paolo.

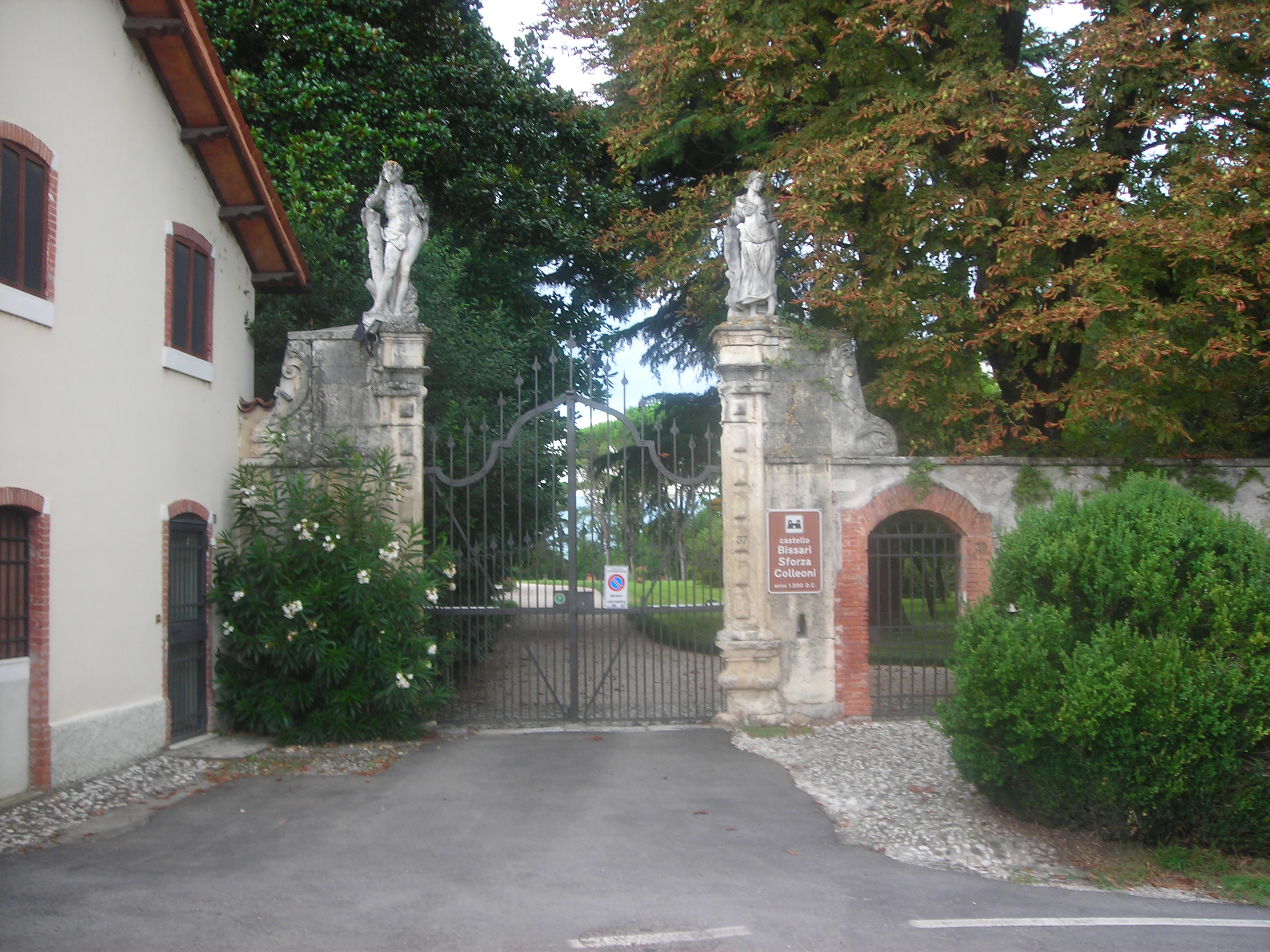
Cancello d'entrata del Castello Bissari-Sforza-Colleoni a Costabissara.

Matteo Bissari (figlio di Enrico) viene ricordato per le sue qualità di letterato e oratore. Nel 1451 Pietro Barbo che diventerà poi papa Paolo II, fu creato vescovo di Vicenza. Matteo Bissari, come segretario del Barbo fu con lui in Francia. Matteo venne nominato oratore ufficiale del Comune di Vicenza.
Un altro Giacomo Bissari (nipote di Odorico) rese celebre la famiglia per la partecipazione all'Accademia Olimpica di Vicenza.
Pietro Paolo Bissari (Vicenza 1595 - 1663). Figlio di Sforza - conte di Costafabbrica (oggi Costabissara) e Castelnuovo - e di Giulia Trento, ricevette in eredità dal padre un cospicuo patrimonio che gli permise di vivere senza dover lavorare. Ebbe una relazione con Isabella Largari, donna sposata dalla quale ebbe dei figli, situazione che gli impedì di formarsi una famiglia legittima.
In vari anni collaborò con l'Accademia Olimpica, nel 1625 divenne commendatore, divenne Principe degli Accademici, partecipò all'Accademia degli Incogniti, fondò l'Accademia dei Rifioriti. Scrisse alcuni melodrammi e spiccò per le capacità sceniche a suo tempo molto apprezzate.

## L'ultima generazione e il declino
Dopo tanti secoli di potere, la casata vide la sua ricchezza fondiaria dimezzarsi a causa di una contestazione di titoli feudali, da parte di un'altra linea Bissari.
Ciò iniziò al tempo di Enrico Gaetano Bissari (1678-1758), eminentissimo letterato, membro dell'Arcadia, Principe dell'Accademia Olimpica. Studiosissimo, tradusse varie opere teatrali francesi greche e latine. 
Leonida Bissari fu un generale al servizio degli Asburgo che si distinse in varie battaglie e nella battaglia di Vienna. Nella Basilica di Monte Berico  si conserva sopra l'antica porta di accesso il suo monumento funebre, opera attribuita allo scultore Giusto Le Court.
La contestazione feudale si risolse nel 1759 con il furto di alcuni documenti importanti da parte di Gualdinello Bissari, dell'altra linea, cavalier servente della nuora di Enrico, Teresa Capra, moglie di Girolamo Saverio Bissari (1720-1786) e madre degli otto figli: Giovanni, Angelo, Camillo, Luigi, Pietro, Enrico, Mario e Francesco.
Di Giovanni si sa molto poco, era storpio e morì presto. Angelo pur volendo esser prete - non fu accolto dalla gerarchia, ma vestì sempre l'abito ecclesiastico.
Camillo, Commendatore di Malta (1757-1796), primogenito, celibe, fu ucciso dal servo di suo fratello Enrico, Stefano Gennari.  Si vociferò che il mandante fosse proprio il secondogenito Enrico, per succedergli nella primogenitura, ma non risultò mai nulla di concreto. Il reo confesso, fu poi giustiziato nel 1797. Nell'archivio, il fascicolo intestato al reo è assolutamente vuoto, il che desta certamente dei dubbi.
Enrico, come anche gli altri suoi fratelli, Pietro (1767-1820), Luigi (1770-1839) e Mario (1769-1835) fu molto attivo durante le occupazioni francesi appoggiando subito la Municipalità Provvisoria ed occupando cariche in prima persona. Tutti furono Cavalieri di Malta.
Pietro si interessava di migliorie in agricoltura. Luigi si occupava di meccanica e fu consigliere di prefettura.
Mario, il più giovane si arruolò e divenne capo di battaglione di truppe cispadane.
Francesco (1768-1850) si arruolò nell'esercito savoiardo, ma per una troppo lunga assenza ne fu congedato.
Di questi solo Mario e Francesco ebbero discendenza e solo Francesco ebbe un maschio: Girolamo Enrico Sforza. Nel 1851 questi venne investito del feudo di Castelnovo e Costa Fabrica e divenne residenza ufficiale del generale Durando, incaricato di difendere Vicenza durante i moti del 1848. Recatosi a Torino per una promozione militare, morì in circostanze misteriose - afferma Giovanni da Schio- cadendo da una finestra, "forse aiutato da persona ch'era con lui" il 2 maggio 1859.
Con lui, si estinse la discendenza Bissara. La proprietà venne divisa fra le due sorelle. A causa delle controversie delle discendenti, il castello venne affidato a Guardino Colleoni e la proprietà fondiaria venne ripartita fra Francesca Bonacossi, Teresa Dal Bovo Brognoligo e Gabriella Bissari.
Colleoni, nel 1894, vendette il castello alla famiglia del nobile Marchese Aleduse De Buzzaccarini De Vetulis, che lo ampliò e lo arricchì.
Il Castello, tuttora la villa più importante del comune di Costabissara, è conosciuto come Castello Sforza-Colleoni ed adesso è di proprietà della famiglia Putin.
Facente parte dei possedimenti bissaresi era anche la Villa San Carlo, ora casa di esercizi spirituali della diocesi di Vicenza.

## Genealogia
Fino al 1207, le fonti storiche permettono di ricostruire un albero genealogico:
|  |  |  |  |  |  |  |  |  |  |  |  |  |  |             |             |             |             |             |             |            |            |            |            |            |            |            |            |            |            | Famiglia Bissari fino al 1207 |          |          |          |             |             |             |             |             |             |  |  |  |  |          |          |          |          |          |          |  |  |  |  |         |         |         |         |         |         |  |  |  |  |  |  |  |  |  |  |  |  |
|  |  |  |  |  |  |  |  |  |  |  |  |  |  |             |             |             |             |             |             |            |            |            |            |            |            |            |            |            |            |                               |          |          |          |             |             |             |             |             |             |  |  |  |  |          |          |          |          |          |          |  |  |  |  |         |         |         |         |         |         |  |  |  |  |  |  |  |  |  |  |  |  |
|  |  |  |  |  |  |  |  |  |  |  |  |  |  |             |             |             |             |             |             |            |            |            |            |            |            |            |            |            |            | Uberto                        |          |          |          |             |             |             |             |             |             |  |  |  |  |          |          |          |          |          |          |  |  |  |  |         |         |         |         |         |         |  |  |  |  |  |  |  |  |  |  |  |  |
|  |  |  |  |  |  |  |  |  |  |  |  |  |  |             |             |             |             |             |             |            |            |            |            |            |            |            |            |            |            |                               |          |          |          |             |             |             |             |             |             |  |  |  |  |          |          |          |          |          |          |  |  |  |  |         |         |         |         |         |         |  |  |  |  |  |  |  |  |  |  |  |  |
|  |  |  |  |  |  |  |  |  |  |  |  |  |  |             |             |             |             |             |             |            |            |            |            |            |            |            |            |            |            |                               |          |          |          |             |             |             |             |             |             |  |  |  |  |          |          |          |          |          |          |  |  |  |  |         |         |         |         |         |         |  |  |  |  |  |  |  |  |  |  |  |  |
|  |  |  |  |  |  |  |  |  |  |  |  |  |  |             |             |             |             | Umbertaldo  | Umbertaldo  | Umbertaldo | Umbertaldo | Umbertaldo | Umbertaldo |            |            |            |            |            |            |                               |          |          |          | Bertaldo    | Bertaldo    | Bertaldo    | Bertaldo    | Bertaldo    | Bertaldo    |  |  |  |  |          |          |          |          |          |          |  |  |  |  |         |         |         |         |         |         |  |  |  |  |  |  |  |  |  |  |  |  |
|  |  |  |  |  |  |  |  |  |  |  |  |  |  |             |             |             |             | Umbertaldo  | Umbertaldo  | Umbertaldo | Umbertaldo | Umbertaldo | Umbertaldo |            |            |            |            |            |            |                               |          |          |          | Bertaldo    | Bertaldo    | Bertaldo    | Bertaldo    | Bertaldo    | Bertaldo    |  |  |  |  |          |          |          |          |          |          |  |  |  |  |         |         |         |         |         |         |  |  |  |  |  |  |  |  |  |  |  |  |
|  |  |  |  |  |  |  |  |  |  |  |  |  |  |             |             |             |             |             |             |            |            |            |            |            |            |            |            |            |            |                               |          |          |          |             |             |             |             |             |             |  |  |  |  |          |          |          |          |          |          |  |  |  |  |         |         |         |         |         |         |  |  |  |  |  |  |  |  |  |  |  |  |
|  |  |  |  |  |  |  |  |  |  |  |  |  |  |             |             |             |             |             |             |            |            |            |            |            |            |            |            |            |            | Olderico                      | Olderico | Olderico | Olderico | Olderico    | Olderico    |             |             |             |             |  |  |  |  | Ravelado | Ravelado | Ravelado | Ravelado | Ravelado | Ravelado |  |  |  |  |         |         |         |         |         |         |  |  |  |  |  |  |  |  |  |  |  |  |
|  |  |  |  |  |  |  |  |  |  |  |  |  |  |             |             |             |             |             |             |            |            |            |            |            |            |            |            |            |            | Olderico                      | Olderico | Olderico | Olderico | Olderico    | Olderico    |             |             |             |             |  |  |  |  | Ravelado | Ravelado | Ravelado | Ravelado | Ravelado | Ravelado |  |  |  |  |         |         |         |         |         |         |  |  |  |  |  |  |  |  |  |  |  |  |
|  |  |  |  |  |  |  |  |  |  |  |  |  |  |             |             |             |             |             |             |            |            |            |            |            |            |            |            |            |            |                               |          |          |          |             |             |             |             |             |             |  |  |  |  |          |          |          |          |          |          |  |  |  |  |         |         |         |         |         |         |  |  |  |  |  |  |  |  |  |  |  |  |
|  |  |  |  |  |  |  |  |  |  |  |  |  |  |             |             |             |             | Vito        | Vito        | Vito       | Vito       | Vito       | Vito       |            |            |            |            |            |            |                               |          |          |          | Gualdinello | Gualdinello | Gualdinello | Gualdinello | Gualdinello | Gualdinello |  |  |  |  |          |          |          |          |          |          |  |  |  |  |         |         |         |         |         |         |  |  |  |  |  |  |  |  |  |  |  |  |
|  |  |  |  |  |  |  |  |  |  |  |  |  |  |             |             |             |             | Vito        | Vito        | Vito       | Vito       | Vito       | Vito       |            |            |            |            |            |            |                               |          |          |          | Gualdinello | Gualdinello | Gualdinello | Gualdinello | Gualdinello | Gualdinello |  |  |  |  |          |          |          |          |          |          |  |  |  |  |         |         |         |         |         |         |  |  |  |  |  |  |  |  |  |  |  |  |
|  |  |  |  |  |  |  |  |  |  |  |  |  |  |             |             |             |             |             |             |            |            |            |            |            |            |            |            |            |            |                               |          |          |          |             |             |             |             |             |             |  |  |  |  |          |          |          |          |          |          |  |  |  |  |         |         |         |         |         |         |  |  |  |  |  |  |  |  |  |  |  |  |
|  |  |  |  |  |  |  |  |  |  |  |  |  |  | Gualdinello | Gualdinello | Gualdinello | Gualdinello | Gualdinello | Gualdinello |            |            |            |            | Sigonfredo | Sigonfredo | Sigonfredo | Sigonfredo | Sigonfredo | Sigonfredo |                               |          |          |          | Giacomo     | Giacomo     | Giacomo     | Giacomo     | Giacomo     | Giacomo     |  |  |  |  | Matteo   | Matteo   | Matteo   | Matteo   | Matteo   | Matteo   |  |  |  |  | Rodolfo | Rodolfo | Rodolfo | Rodolfo | Rodolfo | Rodolfo |  |  |  |  |  |  |  |  |  |  |  |  |

Dopo si hanno solo frammenti del proseguimento dello stesso:
Pietro Paolo Bissari
|  |  |  |  |  |  |               |               |               |               |               |               |  |  |                  |                  |                  |                  |                  |                  |  |  |              |              |              |              |              |              |             |             | Origini di Pietro Paolo Bissari |               |               |               |               |               |  |  |                          |                          |                          |                          |                          |                          |         |         |         |         |
|  |  |  |  |  |  |               |               |               |               |               |               |  |  |                  |                  |                  |                  |                  |                  |  |  |              |              |              |              |              |              |             |             |                                 |               |               |               |               |               |  |  |                          |                          |                          |                          |                          |                          |         |         |         |         |
|  |  |  |  |  |  |               |               |               |               |               |               |  |  |                  |                  |                  |                  |                  |                  |  |  |              |              |              |              |              |              |             |             | Enrico Sforza                   | Enrico Sforza | Enrico Sforza | Enrico Sforza | Enrico Sforza | Enrico Sforza |  |  | Giulia di Camillo Trento | Giulia di Camillo Trento | Giulia di Camillo Trento | Giulia di Camillo Trento | Giulia di Camillo Trento | Giulia di Camillo Trento |         |         |         |         |
|  |  |  |  |  |  |               |               |               |               |               |               |  |  |                  |                  |                  |                  |                  |                  |  |  |              |              |              |              |              |              |             |             | Enrico Sforza                   | Enrico Sforza | Enrico Sforza | Enrico Sforza | Enrico Sforza | Enrico Sforza |  |  | Giulia di Camillo Trento | Giulia di Camillo Trento | Giulia di Camillo Trento | Giulia di Camillo Trento | Giulia di Camillo Trento | Giulia di Camillo Trento |         |         |         |         |
|  |  |  |  |  |  |               |               |               |               |               |               |  |  |                  |                  |                  |                  |                  |                  |  |  |              |              |              |              |              |              |             |             |                                 |               |               |               |               |               |  |  |                          |                          |                          |                          |                          |                          |         |         |         |         |
|  |  |  |  |  |  |               |               |               |               |               |               |  |  |                  |                  |                  |                  |                  |                  |  |  |              |              |              |              |              |              |             |             |                                 |               |               |               |               |               |  |  |                          |                          |                          |                          |                          |                          |         |         |         |         |
|  |  |  |  |  |  |               |               |               |               |               |               |  |  | Isabella Largari | Isabella Largari | Isabella Largari | Isabella Largari | Isabella Largari | Isabella Largari |  |  | Pietro Paolo | Pietro Paolo | Pietro Paolo | Pietro Paolo | Pietro Paolo | Pietro Paolo |             |             |                                 |               |               |               |               |               |  |  | Ostilio                  | Ostilio                  | Ostilio                  | Ostilio                  | Ostilio                  | Ostilio                  |         |         |         |         |
|  |  |  |  |  |  |               |               |               |               |               |               |  |  | Isabella Largari | Isabella Largari | Isabella Largari | Isabella Largari | Isabella Largari | Isabella Largari |  |  | Pietro Paolo | Pietro Paolo | Pietro Paolo | Pietro Paolo | Pietro Paolo | Pietro Paolo |             |             |                                 |               |               |               |               |               |  |  | Ostilio                  | Ostilio                  | Ostilio                  | Ostilio                  | Ostilio                  | Ostilio                  |         |         |         |         |
|  |  |  |  |  |  |               |               |               |               |               |               |  |  |                  |                  |                  |                  |                  |                  |  |  |              |              |              |              |              |              |             |             |                                 |               |               |               |               |               |  |  |                          |                          |                          |                          |                          |                          |         |         |         |         |
|  |  |  |  |  |  |               |               |               |               |               |               |  |  |                  |                  |                  |                  |                  |                  |  |  |              |              |              |              |              |              |             |             |                                 |               |               |               |               |               |  |  |                          |                          |                          |                          |                          |                          |         |         |         |         |
|  |  |  |  |  |  | Leonida Belli | Leonida Belli | Leonida Belli | Leonida Belli | Leonida Belli | Leonida Belli |  |  | Doristella       | Doristella       | Doristella       | Doristella       | Doristella       | Doristella       |  |  |              |              |              |              | Altri figli  | Altri figli  | Altri figli | Altri figli | Altri figli                     | Altri figli   |               |               |               |               |  |  |                          |                          |                          |                          | Camillo                  | Camillo                  | Camillo | Camillo | Camillo | Camillo |
|  |  |  |  |  |  | Leonida Belli | Leonida Belli | Leonida Belli | Leonida Belli | Leonida Belli | Leonida Belli |  |  | Doristella       | Doristella       | Doristella       | Doristella       | Doristella       | Doristella       |  |  |              |              |              |              | Altri figli  | Altri figli  | Altri figli | Altri figli | Altri figli                     | Altri figli   |               |               |               |               |  |  |                          |                          |                          |                          | Camillo                  | Camillo                  | Camillo | Camillo | Camillo | Camillo |

Gli ultimi eredi
|  |  |  |  |  |  |       |       |       |       |       |       |  |  |        |        |        |        |        |        |        |        |       |       |       |       |       |       |        |        | La Fine della famiglia |                  |                  |                  |                  |                  |  |  |              |              |              |              |              |              |         |         |          |          |          |          |          |          |         |         |         |         |        |        |         |         |         |         |           |           |           |           |           |           |                        |                        |                        |                        |                        |                        |  |  |  |  |  |  |  |  |  |  |  |  |  |  |  |  |  |  |  |  |  |  |  |  |  |  |  |  |  |  |  |  |  |  |  |  |  |  |  |  |  |  |  |  |
|  |  |  |  |  |  |       |       |       |       |       |       |  |  |        |        |        |        |        |        |        |        |       |       |       |       |       |       |        |        |                        |                  |                  |                  |                  |                  |  |  |              |              |              |              |              |              |         |         |          |          |          |          |          |          |         |         |         |         |        |        |         |         |         |         |           |           |           |           |           |           |                        |                        |                        |                        |                        |                        |  |  |  |  |  |  |  |  |  |  |  |  |  |  |  |  |  |  |  |  |  |  |  |  |  |  |  |  |  |  |  |  |  |  |  |  |  |  |  |  |  |  |  |  |
|  |  |  |  |  |  |       |       |       |       |       |       |  |  |        |        |        |        |        |        |        |        |       |       |       |       |       |       |        |        | Enrico                 |                  |                  |                  |                  |                  |  |  |              |              |              |              |              |              |         |         |          |          |          |          |          |          |         |         |         |         |        |        |         |         |         |         |           |           |           |           |           |           |                        |                        |                        |                        |                        |                        |  |  |  |  |  |  |  |  |  |  |  |  |  |  |  |  |  |  |  |  |  |  |  |  |  |  |  |  |  |  |  |  |  |  |  |  |  |  |  |  |  |  |  |  |
|  |  |  |  |  |  |       |       |       |       |       |       |  |  |        |        |        |        |        |        |        |        |       |       |       |       |       |       |        |        |                        |                  |                  |                  |                  |                  |  |  |              |              |              |              |              |              |         |         |          |          |          |          |          |          |         |         |         |         |        |        |         |         |         |         |           |           |           |           |           |           |                        |                        |                        |                        |                        |                        |  |  |  |  |  |  |  |  |  |  |  |  |  |  |  |  |  |  |  |  |  |  |  |  |  |  |  |  |  |  |  |  |  |  |  |  |  |  |  |  |  |  |  |  |
|  |  |  |  |  |  |       |       |       |       |       |       |  |  |        |        |        |        |        |        |        |        |       |       |       |       |       |       |        |        | Girolamo Saverio       | Girolamo Saverio | Girolamo Saverio | Girolamo Saverio | Girolamo Saverio | Girolamo Saverio |  |  | Teresa Capra | Teresa Capra | Teresa Capra | Teresa Capra | Teresa Capra | Teresa Capra |         |         |          |          |          |          |          |          |         |         |         |         |        |        |         |         |         |         |           |           |           |           |           |           |                        |                        |                        |                        |                        |                        |  |  |  |  |  |  |  |  |  |  |  |  |  |  |  |  |  |  |  |  |  |  |  |  |  |  |  |  |  |  |  |  |  |  |  |  |  |  |  |  |  |  |  |  |
|  |  |  |  |  |  |       |       |       |       |       |       |  |  |        |        |        |        |        |        |        |        |       |       |       |       |       |       |        |        | Girolamo Saverio       | Girolamo Saverio | Girolamo Saverio | Girolamo Saverio | Girolamo Saverio | Girolamo Saverio |  |  | Teresa Capra | Teresa Capra | Teresa Capra | Teresa Capra | Teresa Capra | Teresa Capra |         |         |          |          |          |          |          |          |         |         |         |         |        |        |         |         |         |         |           |           |           |           |           |           |                        |                        |                        |                        |                        |                        |  |  |  |  |  |  |  |  |  |  |  |  |  |  |  |  |  |  |  |  |  |  |  |  |  |  |  |  |  |  |  |  |  |  |  |  |  |  |  |  |  |  |  |  |
|  |  |  |  |  |  |       |       |       |       |       |       |  |  |        |        |        |        |        |        |        |        |       |       |       |       |       |       |        |        |                        |                  |                  |                  |                  |                  |  |  |              |              |              |              |              |              |         |         |          |          |          |          |          |          |         |         |         |         |        |        |         |         |         |         |           |           |           |           |           |           |                        |                        |                        |                        |                        |                        |  |  |  |  |  |  |  |  |  |  |  |  |  |  |  |  |  |  |  |  |  |  |  |  |  |  |  |  |  |  |  |  |  |  |  |  |  |  |  |  |  |  |  |  |
|  |  |  |  |  |  |       |       |       |       |       |       |  |  |        |        |        |        |        |        |        |        |       |       |       |       |       |       |        |        |                        |                  |                  |                  |                  |                  |  |  |              |              |              |              |              |              |         |         |          |          |          |          |          |          |         |         |         |         |        |        |         |         |         |         |           |           |           |           |           |           |                        |                        |                        |                        |                        |                        |  |  |  |  |  |  |  |  |  |  |  |  |  |  |  |  |  |  |  |  |  |  |  |  |  |  |  |  |  |  |  |  |  |  |  |  |  |  |  |  |  |  |  |  |
|  |  |  |  |  |  | Luigi | Luigi | Luigi | Luigi | Luigi | Luigi |  |  | Pietro | Pietro | Pietro | Pietro | Pietro | Pietro |        |        | Mario | Mario | Mario | Mario | Mario | Mario |        |        | Enrico                 | Enrico           | Enrico           | Enrico           | Enrico           | Enrico           |  |  | Camillo      | Camillo      | Camillo      | Camillo      | Camillo      | Camillo      |         |         | Giovanni | Giovanni | Giovanni | Giovanni | Giovanni | Giovanni |         |         | Angelo  | Angelo  | Angelo | Angelo | Angelo  | Angelo  |         |         | Francesco | Francesco | Francesco | Francesco | Francesco | Francesco |                        |                        |                        |                        |                        |                        |  |  |  |  |  |  |  |  |  |  |  |  |  |  |  |  |  |  |  |  |  |  |  |  |  |  |  |  |  |  |  |  |  |  |  |  |  |  |  |  |  |  |  |  |
|  |  |  |  |  |  | Luigi | Luigi | Luigi | Luigi | Luigi | Luigi |  |  | Pietro | Pietro | Pietro | Pietro | Pietro | Pietro |        |        | Mario | Mario | Mario | Mario | Mario | Mario |        |        | Enrico                 | Enrico           | Enrico           | Enrico           | Enrico           | Enrico           |  |  | Camillo      | Camillo      | Camillo      | Camillo      | Camillo      | Camillo      |         |         | Giovanni | Giovanni | Giovanni | Giovanni | Giovanni | Giovanni |         |         | Angelo  | Angelo  | Angelo | Angelo | Angelo  | Angelo  |         |         | Francesco | Francesco | Francesco | Francesco | Francesco | Francesco |                        |                        |                        |                        |                        |                        |  |  |  |  |  |  |  |  |  |  |  |  |  |  |  |  |  |  |  |  |  |  |  |  |  |  |  |  |  |  |  |  |  |  |  |  |  |  |  |  |  |  |  |  |
|  |  |  |  |  |  |       |       |       |       |       |       |  |  |        |        |        |        |        |        |        |        |       |       |       |       |       |       |        |        |                        |                  |                  |                  |                  |                  |  |  |              |              |              |              |              |              |         |         |          |          |          |          |          |          |         |         |         |         |        |        |         |         |         |         |           |           |           |           |           |           |                        |                        |                        |                        |                        |                        |  |  |  |  |  |  |  |  |  |  |  |  |  |  |  |  |  |  |  |  |  |  |  |  |  |  |  |  |  |  |  |  |  |  |  |  |  |  |  |  |  |  |  |  |
|  |  |  |  |  |  |       |       |       |       |       |       |  |  |        |        |        |        |        |        |        |        |       |       |       |       |       |       |        |        |                        |                  |                  |                  |                  |                  |  |  |              |              |              |              |              |              |         |         |          |          |          |          |          |          |         |         |         |         |        |        |         |         |         |         |           |           |           |           |           |           |                        |                        |                        |                        |                        |                        |  |  |  |  |  |  |  |  |  |  |  |  |  |  |  |  |  |  |  |  |  |  |  |  |  |  |  |  |  |  |  |  |  |  |  |  |  |  |  |  |  |  |  |  |
|  |  |  |  |  |  |       |       |       |       |       |       |  |  |        |        | Sabina | Sabina | Sabina | Sabina | Sabina | Sabina |       |       |       |       |       |       | Teresa | Teresa | Teresa                 | Teresa           | Teresa           | Teresa           |                  |                  |  |  |              |              |              |              | Femmina      | Femmina      | Femmina | Femmina | Femmina  | Femmina  |          |          | Femmina  | Femmina  | Femmina | Femmina | Femmina | Femmina |        |        | Femmina | Femmina | Femmina | Femmina | Femmina   | Femmina   |           |           |           |           | Girolamo Enrico Sforza | Girolamo Enrico Sforza | Girolamo Enrico Sforza | Girolamo Enrico Sforza | Girolamo Enrico Sforza | Girolamo Enrico Sforza |  |  |  |  |  |  |  |  |  |  |  |  |  |  |  |  |  |  |  |  |  |  |  |  |  |  |  |  |  |  |  |  |  |  |  |  |  |  |  |  |  |  |  |  |

## Luoghi e architetture
- Torre dei Bissari in Piazza dei Signori, Vicenza
- Corte dei Bissari, contigua a Piazza delle Erbe, Vicenza
- Palazzo Bissari Malvezzi, rinnovato da Camillo Bissari nel 1696, in corso Palladio, Vicenza
- Palazzo Bissari Arnaldi, di fine Quattrocento, in contrà San Paolo, Vicenza
- Palazzo Bissari, in contra' Vescovado 6, Vicenza (distrutto durante la seconda guerra mondiale e poi sostituito da un grande condominio)
- Villa Bissari Curti, Sovizzo
- Castello Bissari Sforza Colleoni, ora Putin, Costabissara
- Villa Bissari Sforza, ora San Carlo, Costabissara, del XVIII secolo, fortemente restaurata negli anni sessanta, adibita a casa per esercizi spirituali.